# Castela spinosa
Castela spinosa är en bittervedsväxtart som beskrevs av Arthur John Cronquist. Castela spinosa ingår i släktet Castela och familjen bittervedsväxter. Inga underarter finns listade i Catalogue of Life.